# Leonard Mlodinow
Leonard Mlodinow (Chicago, 26 de novembro de 1954) é um físico estadunidense, autor de livros de divulgação científica e que escreve uma coluna para o The New York Times, e escreveu roteiros de séries como MacGyver e Star Trek.
Seus pais foram ambos sobreviventes do holocausto, e se conheceram em Nova York depois da guerra. Seu pai, que esteve mais de um ano no campo de extermínio de Buchenwald, foi um líder da resistência judaica na sua cidade natal, Częstochowa, na Polônia. Quando criança, Mlodinow se interessou tanto em matemática quanto química, e quando na high school foi tutorado em química orgânica por um professor da Universidade de Illinois.
Casado e pai de três crianças, umas delas é uma menina adotada na China.
Leonard estava no World Trade Center, no dia 11 de setembro de 2001, e sobreviveu ao ataque terrorista.
É autor, conjuntamente com o falecido Stephen Hawking de A Briefer History of Time (em português Brevíssima História do Tempo, ISBN 0-553-80436-7), um best-seller internacional que foi traduzido em 25 idiomas.
Um de seus livros que tem como título: "O Andar do Bêbado" é um tratado sobre o poder do acaso em áreas da nossa vida que vão de jogar futebol, conseguir emprego e receber um diagnóstico médico.
O seu livro "Subliminar" é sobre a influência da mente inconsciente na vida das pessoas, trazendo uma gama variada de experimentos científicos sobre o que é por ele chamado de "novo inconsciente" ou moderno conceito de inconsciente.
Publicou, no ano de 2015, o livro "De Primatas A Astronautas - A Jornada Do Homem Em Busca Do Conhecimento" (em inglês "The Upright Thinkers"). Escreveu outros livros em parceria com grandes nomes, como "O grande projeto" - escrito com Stephen Hawking e "Ciência X Espiritualidade", escrito por ele e Deepak Chopra.
Recentemente, no ano de 2018, teve publicado seu livro "Elastic - Unlocking Your Brain's Ability to Embrace Change" (em português "Elástico - Como o Pensamento Flexível Pode Mudar Nossas Vidas"). Nele, o autor discorre sobre os diferentes tipos de pensamentos e comportamentos provenientes do cérebro humano, trazendo exemplos do cotidiano que facilitam a compreensão do assunto. 